# Per qualche dollaro in meno
Per qualche dollaro in meno è un film del 1966 diretto da Mario Mattoli.
L'ultima regia cinematografica di Mattoli è una parodia degli "spaghetti western" di Sergio Leone con l'ironia di Raimondo Vianello (nel ruolo di Lee Van Cleef), Lando Buzzanca (nel ruolo di Clint Eastwood) ed Elio Pandolfi (nel ruolo di Gian Maria Volonté).

## Trama
Un cassiere di una banca, per coprire un buco di 100 dollari, escogita un piano macchinoso.